# Semiotus affinis
Semiotus affinis is een keversoort uit de familie kniptorren (Elateridae). De wetenschappelijke naam van de soort werd voor het eerst geldig gepubliceerd in 1855 door Guerin-Meneville.